# برنامج إعادة تأهيل مستجمعات المياه الصغيرة
برنامج إعادة تأهيل مستجمعات المياه الصغيرة أجاز قانون معايير الحبوب وتحسين المستودعات لعام 2000 (PL 106-472 ، Sec 313) في الولايات المتحدة تقاسم التكاليف لإعادة تأهيل التدابير الهيكلية القديمة التي تشكل جزءًا من مشاريع موارد المياه (بما في ذلك الهياكل التي تم بناؤها في منطقة برنامج عمليات منع الفيضانات ومستجمعات المياه في المنطقة الطبيعية. خدمة حفظ الموارد). تسمح فاتورة المزرعة لعام 2002 (PL 107–171 ، Sec.2505) بتمويل إلزامي من مؤسسة ائتمان السلع بمبلغ 45 مليون دولار في السنة المالية 2003، بزيادة قدرها 5 ملايين دولار سنويًا خلال السنة المالية 2007، والاعتمادات البالغة 45 مليون دولار في السنة المالية 2003، بزيادة بمقدار 10 ملايين دولار كل عام حتى السنة المالية 2007.